# Геофита
Геофита је животна форма вишегодишњих биљака, која се карактерише преживљавањем неповољног периода године у виду подземних органа (корен, ризом, кртола, луковица) који су тада заштићени у земљишту. Неповољни период је најчешће суша, али може бити и хладноћа. Током повољног периода (или повољних периода) године, геофите развијају надземне органе, стабло и лист, као и органе за размножавање (спорангије, цветове).